# Alexandre del Valle
Alexandre del Valle,  född 6 september 1969 i Marseille,  är en fransk statsvetare, journalist och essäist, som specialiserat sig på islamism, terrorism och geopolitik i den muslimska världen.

## Biografi
Del Valle  har examen från vid Institutet för politiska studier i Aix-en-Provence, Universitetet Montpellier 3 Paul-Valéry och Università degli Studi di Milano. 
Alexandre Del Valle disputerade med avhandlingen i vid universitetet Montpellier 3 Paul-Valéry "Västvärlden och andra avkoloniseringen. Indigenism och islamism av det kalla kriget till dagens" där han analyserade samspelet mellan västvärlden och den muslimska världen.
Tidigt i sin karriär arbetade han som tjänsteman. Sedan arbetade han vid Europaparlamentet i Bryssel innan han grundar sin konsultfirma.
2016 undervisar han geopolitik och internationella relationer vid Handelshögskola – ESC La Rochelle (Frankrike).

## Författargärning
Del Valle är författare till sju böcker, också översatt till portugisiska, italienska och serbiska. I sin första bok "Islamism och USA: en allians mot Europa", analyserade han förhållandet mellan CIA och afghanska Mujaheddin under kriget i Afghanistan och dess inverkan på uppkomsten av islamism i arabvärlden.  Här är fokus på hur och varför USA har bidragit till ökningen av den islamistiska vid tiden för kalla kriget.
I sin bok "Det västerländska komplexet. Liten avhandling i hur man befriar sig från skuldkänslor", han hävdar att "Att västerlänningar tar på sig skulden för historiska förbrytelser, medan andra folk inte tycker sig behöva göra avbön för vare sig erövringståg, folkmord, tvångsomvändelser eller slaveri, förklaras av såren efter andra världskriget, menar Del Valle. Dessa gör det möjligt för olika doktrinärt Västerlandsfientliga krafter – från revolutionär marxism till totalitär islamism och diverse oligarkiska intressen – att ständigt skuldbelägga och demonisera nationalstaten och dem som identifierar sig med den".
I förra boken "Syrien kaos", studerar han de bakomliggande orsakerna till den syriska konflikten.
Del Valle försvarade tanken på ett närmande mellan Ryssland och Europa för att skapa en ny geopolitisk block som han kallade "Pan-väst" behövs för att bekämpa islamistiska hot.
Han beskriver islamism som tredje typ av totalitarism, de två första är nazismen och kommunismen. Alexandre del Valle varnar "för islamismens utbredning och han anklagar europeiska politiker för att tala om ekonomiska faktorer som huvudorsak till terrorismen".